# Премия имени В. А. Фока
Премия имени В. А. Фока — награда, присуждаемая РАН за выдающиеся работы в области теоретической и математической физики. Названа по имени В. А. Фока, советского физика-теоретика.

## История
Российская академия наук в пределах своей компетенции с целью увековечивания памяти выдающихся ученых - членов Российской академии наук, учреждает и присуждает премии имени выдающихся ученых,  каждая из которых присуждается в знаменательную дату, связанную с жизнью и деятельностью ученого, именем которого названа медаль или премия. Премии присуждаются за отдельные выдающиеся научные работы, открытия, изобретения, а также за серии научных работ по единой тематике.
На соискание премий могут быть представлены работы или серии работ единой тематики, как правило, отдельных авторов. При представлении работ выдвигаются лишь ведущие авторы, причём не более трех человек.

## Награждённые премией имени В. А. Фока по годам
- 2022 — Браун, Михаил Александрович — за выдающиеся работы в области теоретической и математической физики
- 2019 — Махлин, Юрий Генрихович — за цикл работ «Квантово-когерентные явления и квантовые вычисления в системах на основе сверхпроводниковых контактов»
- 2016 — Абаренков, Игорь Васильевич — за работу «Метод псевдопотенциала в теории электронного строения металлов и диэлектриков»
- 2013 — Малеев, Сергей Владимирович — за цикл работ «Взаимодействия низкой симметрии в теории магнетизма»
- 2010 — Прохоров, Лев Васильевич — за цикл работ «Теория калибровочных систем и систем со связями»
- 2010 — Шабанов, Сергей Викторович — за цикл работ «Теория калибровочных систем и систем со связями»
- 2007 — Славнов, Андрей Алексеевич — за цикл работ «Перенормировка в калибровочных теориях»
- 2004 — Веселаго, Виктор Георгиевич — за цикл работ «Основы электродинамики сред с отрицательным коэффициентом преломления»
- 2001 — Варшалович, Дмитрий Александрович — за монографию «Квантовая теория углового момента»
- 2001 — Москалёв, Анатолий Николаевич — за монографию «Квантовая теория углового момента»
- 1998 — Бабич, Василий Михайлович — за цикл работ по асимптотическим методам теории дифракции
- 1995 — Демков, Юрий Николаевич — за цикл работ «Гармоническое рассеяние»
- 1995 — Абрамов, Дмитрий Иванович — за цикл работ «Гармоническое рассеяние»